# ألفرد بيلنغز ستريت
ألفرد بيلنغز ستريت (بالإنجليزية: Alfred Billings Street)‏ هو مؤرخ وشاعر أمريكي، ولد في 18 ديسمبر 1811، وتوفي في 2 يونيو 1881.